# Indisk flyghöna
Indisk flyghöna (Pterocles indicus) är en fågel i familjen flyghöns inom ordningen flyghönsfåglar.

## Utseende
Indisk flyghöna är en liten (28 cm), kompakt och kraftigt strimmig medlem av familjen flyghöns med kort stjärt. I flykten syns att vingundersidorna är grå. Hanen har obandat orangebeige hals och inre vingtäckare. På bröstet syns uppifrån ett kastanjefärgat, ett beige och ett svart band. Honan är övervägande tätt strimmig, med gulaktigt ansikte och strupe.

## Utbredning och systematik
Fågeln förekommer på torrt och stenigt lågland i östra Pakistan och på Indiska halvön. Den behandlas som monotypisk, det vill säga att den inte delas in i några underarter. Dess närmaste släktingar är strimmig flyghöna samt de afrikanska arterna maskflyghöna, tvåbandad och fyrbandad flyghöna.

### Släktestillhörighet
DNA-studier visar att arterna inom släktet Pterocles inte är varandras närmaste släktingar. Exempelvis är indisk flyghöna närmare släkt med stäppflyghöna i släktet Syrrhaptes än med vitbukig flyghöna (Pterocles alchata). Dessa forskningsresultat har ännu inte lett till några taxonomiska förändringar.

## Levnadssätt
Indisk flyghöna förekommer i arida låga bergstrakter eller platåer sparsamt bevuxna med buskar. Fågeln livnär sig på frön, skott och tydligen termiter vissa tider på året. Den besöker vattenställen först efter skymning. Arten häckar i en uppskrapad grop i marken, möjligen mest mellan april och maj/juni, men häckningsfynd har gjorts under årets alla månader utom juli och september.

## Status och hot
Arten har ett stort utbredningsområde och en stor population med stabil utveckling och tros inte vara utsatt för något substantiellt hot. Utifrån dessa kriterier kategoriserar internationella naturvårdsunionen IUCN arten som livskraftig (LC). Världspopulationen har inte uppskattats men den beskrivs som relativt vanlig i delar av Indien men sällsynt i Pakistan.